# Han Yu

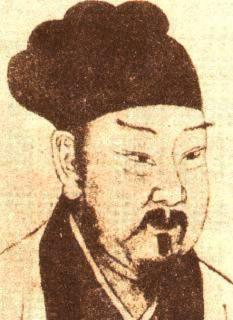
Han Yu.

Han Yu (Chino: 韓愈) (768 - 824) fue un escritor chino.
Promovió el movimiento por la lengua (古文運動), que más que pretender imitar la prosa semiantigua, quería que la prosa se deshiciera de florituras de frases paralelas que habían sobrevivido desde la dinastía Han hasta la dinastía Tang para regresar a un estilo más directo, más depurado. Aunque poeta, se le conoce sobre todo por sus ensayos, no exentos de humor a pesar de su vertiente moral. Fue considerado como uno de los mejores prosistas de China, sólo superado por Sima Qian, y el primero entre los "Ocho maestros de la prosa china Tang y Song" (唐宋八大家) en una lista compilada por el erudito de la dinastía Ming, Mao Kun (茅坤).

## Ocho maestros de la prosa china
- Han Yu
- Liu Zongyuan
- Ouyang Xiu 歐陽修
- Su Xun 蘇洵
- Su Shi 蘇軾
- Su Zhe 蘇轍
- Wang Anshi 王安石
- Zeng Gong 曾鞏